# Cena
Cena vyjadřuje směnný poměr mezi směňovanými statky. Obvykle ukazuje množství peněz potřebných k uskutečnění směny daného statku, ale ceny mohou být vyjádřeny též v jiných statcích (např. 1 kráva = 2 ovce a opačně 1 ovce = 1/2 krávy); tzv. barterový obchod se již využívá jen minimálně. Pojem cena zahrnuje též zvláštní druhy odměňování, jako např. mzdu (cena práce), kurz (cena cizí měny), úrok (cena peněz).
Podle pojetí anglické klasické školy (David Ricardo, Adam Smith, John Stuart Mill) je cena statku určená tím, kolik práce bylo vynaloženo k jeho výrobě – to znamená, že výrobky, jejichž vytvoření je pracnější, mají tendenci být dražší než ty, které lze vytvořit snáze. Nákladovou teorii hodnoty posléze přejal i Karl Marx. Ačkoliv zní tato teorie intuitivně, je zcela chybná a nedokáže vysvětlit velké množství běžných jevů. Zásadní kritiku tohoto konceptu přednesl Carl Menger a další jako součást marginalistické revoluce. Ti tvrdí, že cena vychází ze subjektivního mezního užitku daného statku a je určena poptávkou a nabídkou tohoto statku. Podle této teorie se cena výsledného statku nesčítá z cen nákladů, ale právě opačně: spotřebitel ohodnotí penězi finální výrobek a následně dochází k formování cen zdrojů, které jsou k výrobě tohoto statku zapotřebí. Podle Post keynesovské a institucionální ekonomie ceny určují hlavně náklady a přirážkové ceny, které jsou založeny na celkových průměrných nákladech (včetně režijních/fixních nákladů) plus marže.
Je třeba zmínit, že tvorba ceny neprobíhá obecně na úrovni statků (všechna voda vs. všechny diamanty světa), ale konkrétně u daných statků na daném místě v daném čase (jednokarátový diamant vs. jeden litr vody).
Formálně jsou ceny stanoveny prodejci, kteří je následně upravují vzhledem k nabídce a poptávce tak, aby maximalizovali zisk. Prodejci se snaží o co nejvyšší ceny, kupující naopak o co nejnižší.

## Zákon jedné ceny
Zákon jedné ceny říká, že ceny jednoho statku, který je k dispozici na různých místech, se po započtení transakčních nákladů budou mít tendenci vyrovnat.

## Funkce ceny
- Informační – peněžní ceny, které vzniknou na volném trhu, vyjadřují relativní vzácnost statků. Takto vzniklé ceny tedy dávají výrobcům informace o tom, které zdroje mají využívat, aby vyráběli co nejefektivněji. Spotřebitelům na druhou stranu ukazují, které výrobky mají spotřebovávat, aby učinili svoji spotřebu co nejefektivnější. Tržní cena zároveň reflektuje změny v ekonomice, které nemusí být jednotlivým aktérům vůbec zřejmé. Když například dojde k nějaké vnější změně, jako je neúroda pšenice, promítne se to do jeho ceny, jejíž růst vyšle signál výrobcům i spotřebitelům, aby používali méně pšenice a nahradili ji alternativním zdrojem. Vysoká cena taktéž informuje spotřebitele, že se má poohlédnout po levnějším zboží.
- Motivační – růst ceny statku se též promítne do růstu zisku, což motivuje výrobce, aby více vyráběli. Na volném trhu tak umožňuje růst bohatství.
- Alokační – cenové signály motivují výrobce, aby realokovali (přemístili) výrobní zdroje. Ceny vedou výrobce k tomu, aby alokovali výrobní zdroje mezi různá použití efektivně.
- Distribuční – distribuční funkce ceny spočívá v tom, že cena je nástrojem rozdělování zboží mezi lidi. Zboží se rozdělí mezi spotřebitele podle jejich ochoty platit.

Ve svém známém článku Využití znalostí ve společnosti ukázal F. A. Hayek, že ceny utvářené na volném trhu jsou klíčovým přenašečem roztroušených informací a že jejich funkce nikdy nemůže nahradit žádný centrální plánovač. Populárnější verzí tohoto článku je Já, tužka od Leonarda Reada. Ceny, které nejsou výsledkem tržního procesu, ale jsou stanoveny státem, nemohou plnit svoje zásadní funkce popsané výše a z tohoto důvodu musí v jakékoliv ekonomice, které obsahuje netržní prvky (např. smíšená ekonomika), docházet k neefektivnímu využívání zdrojů. Reálným důsledkem je potom zaostávání takových ekonomik za těmi tržními, které bylo patrné během druhé poloviny 20. století.

## Marketingový význam
Cena je jedním z nejvýznamnějších marketingových nástrojů, obsažených v marketingovém mixu. Jako jediný totiž přímo vytváří finanční prostředky. Závisí například na platebních podmínkách, struktuře trhu, životním cyklu produktu resp. úvěrových podmínkách.

## Způsoby cenové tvorby

### Nákladově orientovaná
Jinak také nazývaná kalkulace – stanovuje se součtem nákladů na spotřebované suroviny, ke kterému se připočte přirážka (obchodní marže). Používá se ve všech oborech, ve kterých se může vyčíslit nákladovost výrobků (pohostinství, oděvnictví atd.). Výhodou jsou jasné vstupní náklady a teoreticky neomezená marže.
Výhody: jednoduchost, jasnost, využití struktury vlastních nákladů, záruka zisku u každého výrobku, výrobce zná lépe své náklady než poptávku, zdání spravedlivosti pro prodávajícího i kupujícího, podnik nemusí na změnu poptávky reagovat změnou ceny
Nevýhody: ignoruje konkurenci, nebere v úvahu reálnou situaci v poptávce, dosažení plánovaného zisku závisí na splnění počtu prodaných výrobků

### Orientovaná na konkurenci
Také konkurenční – vychází z předpokládaných cen konkurence resp. dominantního prodejce. Může se ale stát, že výnosy nebudou dostatečné a nepokryjí náklady.

### Orientovaná na poptávku
Pohyblivá cena – závisí na ochotě kupujícího koupit produkt. Jinak řečeno: čím více je spotřebitel ochoten zaplatit, tím více se cena zvyšuje.

## Druhy cen
- dumpingová – nepokrývá náklady, výroba je dotovaná.

1. Nastavuje se za účelem likvidace konkurence.
2. Pod cenou prodáme základní výrobek, službu atd. a spoléháme, že vyděláme na drahých doplňcích, náhradních dílech, servisu, službách a podobně.

- konkursní – používá se v případě, že je společnost v likvidaci. Správce musí prodat majetek společnosti co nejrychleji za co nejvýhodnější cenu.
- kapitálu – jde o výdaj, který musí podnik zaplatit za získání různých forem kapitálu, použitých při financování investic. Vyjadřuje se v procentech z hodnoty vloženého kapitálu.
- historická – je v účetnictví označení pro ocenění složek majetku nebo zdrojů. Použije se zásadně skutečná cena, která byla spojena s pořízením majetku nebo zdrojů v době, kdy se o nich poprvé účtovalo.
- aukční – jde o označení ceny, za kterou bylo zboží vydraženo na aukci.
- burzovní – cena, za kterou se obchodovalo určitým zbožím nebo cenným papírem v daný den na určité burze.
- kilogramová – udává se cenou jednoho kg určitého výrobku nebo skupiny výrobků.
- práce – jsou náklady firem spojené se získáním služeb výrobního faktoru práce. Je reprezentována mzdou.
- pořízení – je označení pro cenu, za kterou byl pořízen majetek, bez vedlejších pořizovacích nákladů. Zahrnuje (je-li vyčíslena) DPH, pokud není odečtena na vstupu. Oceňují se tak pohledávky, krátkodobý finanční majetek a finanční investice.
- pořizovací – je označení pro cenu, za kterou byl pořízen majetek a zahrnuje cenu pořízení + vedlejší pořizovací náklady (pojištění, clo, dopravné apod.). Oceňují se tak zásoby, hmotný a nehmotný dlouhodobý majetek.
- reprodukční – je označení pro cenu, za kterou by byl majetek pořízen v době, kdy se o něm účtuje. Používá se k ocenění dlouhodobého majetku. Pro její stanovení je důležitý odborný odhad, v případě souboru majetku ocenění znalcem.
- smluvní – je cena sjednaná v kupní nebo jiné smlouvě nebo objednávce. Souvisí i s dalšími smluvními podmínkami, např. dodací lhůtou, platebními podmínkami, způsobem přepravy.
- světová – je cena zboží na rozhodujícím trhu rozhodujícího dodavatele. Typická pro burzovní zboží. Je základem pro stanovení ceny určitých komodit mimo burzu. (Většina průmyslového zboží nemá světovou cenu.)
- tržní – je cena, která odpovídá vyrovnanému vztahu mezi nabídkou a poptávkou. Může být i deformována není-li tvořena za podmínek volné konkurence, ale např. vlivem monopolu. Viz též cena obvyklá.
- vnitropodniková – jde o způsob ocenění výkonu jednoho střediska jinému středisku.
- nákupní – cena za které zboží nakoupil obchodník od dodavatelů. Po připočtení obchodníkovy marže vznikne cena maloobchodní.
- velkoobchodní – zkráceně VOC. Cena zboží pro velkoodběratele, distributory, překupníky. Takto oceněné zboží je vydáváno přímo z továren nebo podnikových skladů a čeká jej ještě cesta na pulty obchodů.
- maloobchodní – zkráceně MOC. Cena pro odběr koncovými zákazníky. Je do ní započtena cena přepravy z továren/podnikových skladů a marže obchodníka. S maloobchodní cenou se mohou pojit další povinné položky jako je např. autorský poplatek nebo poplatek za elektroodpad, který může být proporcionální k velikosti výrobku.
- obvyklá – cena, která by byla dosažena při prodejích stejného, popřípadě obdobného majetku nebo při poskytování stejné nebo obdobné služby v obvyklém obchodním styku v tuzemsku ke dni ocenění. Přitom se zvažují všechny okolnosti, které mají na cenu vliv, avšak do její výše se nepromítají vlivy mimořádných okolností trhu, osobních poměrů prodávajícího nebo kupujícího ani vliv zvláštní obliby. Obvyklá cena vyjadřuje hodnotu majetku nebo služby a určí se ze sjednaných cen porovnáním. V odůvodněných případech, kdy nelze obvyklou cenu určit, oceňuje se majetek a služba tržní hodnotou, pokud zvláštní právní předpis nestanoví jinak.
- záporná - vzniká v důsledku nerovnováhy mezi nabídkou a poptávkou

## Post-keynesovská teorie ceny
Postkeynesiánství (PKM) je relativně moderní škola ekonomického myšlení, pocházející z poloviny 70. let 20. století a „spojená s vizí a myšlenkami neortodoxních cambridgeských ekonomů, kteří se dostali do popředí po Keynesiánské revoluci“. Sheila Dow, přední postkeynesiánská, naznačuje, že Joan Robinsonová, která spolupracovala s Keynesem v Cambridge, byla pravděpodobně první, kdo vytvořil termín „Postkeynesovká ekonomie“, a připisuje zásluhy Alfredu Eichnerovi za poskytnutí prvního obecného popisu postkeynesiánské ekonomie. 
Kritický realismus podle Downwarda využívá indukci, dedukci a retrodukci a má poskytovat přístup „otevřeného systému“ ke studiu jevů ve společenských vědách, na rozdíl od „uzavřeného systému“. Systémový“ přístup neoklasické ekonomie, který vidí události jako příčiny, které jsou konstantní a neměnné a který se do značné míry opírá o dedukce a formální axiomatické uvažování. V podstatě je tato metoda „uzavřeného systému“ vhodná pro přírodní vědy, ale velmi sporná, pokud se přenese do společenských věd.

PKM zpochybňuje tradiční výklad této teorie a tvrdí, že ačkoli jsou její ceny založeny na nákladech, nejsou určovány náklady. Charakteristiky a význam této teorie jsou umístěny jinde, ve strategickém určování cen a v koncepci firmy, která je jejím základem. Náklady firem jsou zkoumány spolu s jejich cenami, přičemž zvláštní pozornost je věnována alokaci režijních nákladů firmy a platnosti úplné nákladové koncepce jejích cen. Jádrem postkeynesovské teorie oceňování přirážek ("marží"), jak tvrdí Downward je toto:
(1) přirážkové ceny stanovují podniky způsobem ex ante před obchodem a transakcemi za účelem dosažení cílů v nejistém ne-ergodickém světě, jako je financování investic;
(2) jsou stanoveny konvencí zahrnující výpočet průměrných jednotkových variabilních/přímých nákladů a průměrných režijních/fixních nákladů plus ziskovou přirážkou;

(3) ceny se pravděpodobně změní v důsledku změn nákladů, nikoli změn poptávky, ale nerostou „automaticky“ jen proto, že dochází ke změnám nákladů.
Abychom pochopili, jak jsou ceny stanovovány, Downward tvrdí, že musíme opustit nerealistické neoklasické behaviorální předpoklady, jako jsou agenti, kteří optimalizují své chování v podmínkách dokonalé znalosti, dokonalé konkurence a volného trhu. Firmy spíše čelí nejistotě a nedokonalým znalostem. Ceny přirážek/úplných nákladů lze vnímat jako reakci na nejistotu. Takové firmy chtějí aktivně vytvářet zisk a vyhýbají se konkurenčním cenám, protože to pravděpodobně povede k větší nejistotě. Například změny cen v reakci na poptávku budou znepřátelit zákazníky. Setrvačnost přirážkových cen snižuje nejistotu a má informační roli tím, že poskytuje relativní stabilitu cen a umožňuje větší míru předpovědi možné v ekonomickém životě 

Eichner tvrdil, že jedním z důležitých účelů přirážkových cen bylo umožnit firmám financovat investice a dlouhodobý růst, a Eichner také považuje podnikové dividendy za součást fixních nákladů. Režijní náklady jsou důležité při kalkulaci nákladů. Cenová stabilita je něco, po čem firmy specificky touží. Downward zastává názor, že obecná neochota firem s přirážkou měnit ceny v reakci na změny poptávky je zcela racionální formou obchodního chování, protože za podmínek nejistoty je potřeba stabilní očekávání a toho lze dosáhnout prostřednictvím cenových přirážek. Rozhodující závěry z empirického zkoumání reálných kapitalistických cenových systémů jsou následující:
(1) regulované ceny tvoří zhruba 50–70 % cen v moderních tržních ekonomikách,
(2) na těchto široce řízených trzích s pevnou cenou nejsou ceny primárně mechanismem ekonomické koordinace v neoklasickém smyslu, ale metodou, kterou podnik získává a stabilizuje svůj příjem a zisky, aby podpořil přežití podniku. Spravované ceny nejsou tržními clearingovými cenami ani nejsou stanoveny tak, aby přirovnávaly mezní náklady k mezním příjmům. Spravované ceny jsou stanoveny před uskutečněním prodeje nebo výměny a někdy i před výrobou. Nejsou produktem konkurenčního nabízení na neoklasickém aukčním trhu nebo smlouvání známého z bazarů. Intenzivní cenové konkurenci se podniky spíše často vyhýbají, protože konkurence prostřednictvím flexibilních cen a cenových válek dožene mnoho podniků k bankrotu. Regulované ceny tedy poskytují způsob, kterým soukromé podniky kontrolují a vyhýbají se nejistotě spojené s intenzivní a destruktivní cenovou soutěží,
(3) podniky s regulovanou cenou se nezabývají maximalizací zisků v neoklasickém smyslu. Spíše si přejí vytvářet stálý tok příjmů a stabilní zisk, aby udrželi a rozvíjeli své podnikání, zvýšili podíl na trhu, zapojili se do nových investic a/nebo produkovali nové produkty, a tak lze honbu za ziskem chápat jako „střední cíl“. Pokud je to možné, zisky se obecně zvyšují zvýšením ziskové přirážky a snížením nákladů, spíše než úpravou cen v reakci na změny poptávky,
(4) spravovaná cena se vypočítá z průměrných celkových nákladů (ATC) při daném využití kapacity nebo výstupu plus zisková přirážka. Průměrné celkové náklady (ATC) jsou rozděleny na průměrné přímé náklady (ADC) a průměrné režijní náklady (AOHC). V odvětví, kde existuje konkurence, je výsledkem obvykle to, že „cenový vůdce“ – největší a nejúspěšnější výrobce nebo výrobci – stanoví pro produkt ziskovou přirážku a cenu, která silně ovlivňuje ostatní podniky,
(5) v závislosti na trhu jsou regulované ceny revidovány a případně změněny z období 3 měsíců na rok, a i poté budou změny cen obecně řízeny náklady na vstupy faktorů,

(6) nejnovější empirické důkazy naznačují, že mnoho moderních podniků s regulovanými cenami často nesnižuje své ceny, když ceny vstupů faktorů klesají, pokud se tomu mohou vyhnout. Místo toho bude podnik zvyšovat svou ziskovou přirážku a udržovat ceny – což je faktor, který má tendenci znovu posilovat nepružnost cen v moderních tržních ekonomikách.
Kapitalistická ekonomika má produktivní strukturu vstupu a výstupu. V jakékoli dané kapitalistické ekonomice se 24 % až 50 % výstupu samo o sobě používá jako vstupní meziprodukt. Tento kruhový model výroby zahrnuje všechny primární sektory, průmyslové, velkoobchodní a maloobchodní trhy. Spravované ceny se mohou vyskytovat na kterémkoli z těchto typů trhů. Kalkulace výrobních nákladů na produkt závisí na použitém účetním postupu as mírou přirážky určí regulovanou cenu (Lee 1998: 228). Spravované ceny nejsou ani cenami očišťujícími trh, ani cenami maximalizujícími zisk v neoklasickém smyslu. Především není ekonomická koordinace v moderních kapitalistických ekonomikách přímočarou funkcí cenového systému, s ohledem na převládající regulované ceny. Zisková přirážka je většinou určována zvyklostmi, konvencemi, přiměřeností, spravedlností a krátkodobými a dlouhodobými konkurenčními tlaky. Konečně, administrativní postup stanovování cen pomocí ziskové přirážky podkopává marxistický, klasický (liberální) a sraffánský názor, že v konkurenční kapitalistické ekonomice existuje tendence k jednotné míře zisku.
Nákladové křivky typické firmy v reálném světě, jak ji chápe postkeynesiánská teorie firmy jsou taková:
- Předpokládá se, že průměrné variabilní náklady jsou přiměřenou náhradou mezních nákladů.
- Dále se předpokládá, že mezní náklady jsou konstantní (což je podpořeno zjištěním Blinder et al. 1998: 103, že 88 % podniků uvedlo, že mezní náklady jsou konstantní nebo klesající).
- Mezi plnou kapacitou (FC) a teoretickou plnou kapacitou (FCth) se zvýší mezní náklady a průměrné variabilní náklady kvůli platbám za přesčasy, nákladům na zvýšenou údržbu strojů a možným zvýšeným nákladům na výměnu strojů.[15]
- Firmy však obecně nevyrábějí za bodem plné kapacity, takže křivky rostoucích nákladů napravo od bodu FC jsou pro skutečné firmy většinou irelevantní.
- Proto realistické křivky celkových průměrných dlouhodobých nákladů pro takové firmy mají tvar L a křivky průměrných variabilních (nebo přímých nebo prvotřídních) nákladů jsou konstantní. Zjistilo se také, že mezní náklady jsou obecně konstantní až do plné kapacity.
- Rezervy kapacity jsou v mnoha firmách normou a skutečná míra využití kapacity bude nižší než FC a normálně v rozmezí 80–90 %. Důvodem je, že firmy mají k dispozici nadbytečnou kapacitu, aby se vypořádaly s neočekávaným nárůstem poptávky, a samotná plná kapacita může být zvýšena v souladu s poptávkou. Přebytečná kapacita je tedy pro firmy způsob, jak snížit nejistotu související s výkyvy poptávky, a v tomto smyslu je poptávka firem po nadměrné kapacitě analogická s preventivní poptávkou po penězích a jiných vysoce likvidních finančních aktivech.

V každém případě z toho vyplývá, že přirážkové ceny budou mít trvale tendenci být nastaveny nad mezní náklady. Když cena zůstane fixní, dokonce i při klesajících celkových průměrných jednotkových nákladech, nebude cena konvergovat k mezním nákladům, ale bude stabilní a výrazně nad nimi. Když se průmyslová odvětví rozhodnou snížit cenu vzhledem k klesajícím celkovým průměrným jednotkovým nákladům a konkurenci, i zde bude cena stále nastavena v dlouhodobém horizontu nad mezními náklady.

### Glosář
Průměrná cena: Jedná se o celkové výrobní náklady na jednotku výstupu vyrobeného podnikem. To se rovná (1) celkovým fixním (režijním) nákladům plus (2) celkovým variabilním nákladům děleným počtem vyrobených jednotek výstupu. Vzhledem k tomu, že mnoho podniků může využívat úspor z rozsahu a zvyšovat svůj výkon v průběhu času, mohou klesnout i průměrné náklady, protože průměrné fixní (režijní) náklady klesají, protože jsou rozděleny více jednotkami výkonu.
Fixní náklady nebo režijní náklady: Fixní náklady (nebo režijní náklady) jsou krátkodobé náklady, které se nemění s měnícím se objemem vyrobené produkce, včetně nájmů, odpisů fixních aktiv, marketingu atd. Průměrné fixní náklady budou klesat s růstem produkce. Nazývají se také nepřímé náklady.
Variabilní náklady: Náklady, které se mění s rychlostí výstupu, obvykle náklady na práci a suroviny. Někdy se jim říká provozní náklady, primární náklady, náklady na náklady nebo přímé náklady.
Mezní náklady: Náklady narůstající z dodatečné jednotky výstupu.